# مسابقات جهانی دو و میدانی ۲۰۰۹
مسابقات جهانی دو و میدانی ۲۰۰۹ (به انگلیسی: 2009 World Championships in Athletics) دوازدهمین دوره مسابقات جهانی دو و میدانی بوده‌است که در شهر برلین، آلمان زیر نظر اتحادیه بین‌المللی فدراسیون‌های دو و میدانی برگزار شده است.
این مسابقات از ۱۵ اوت تا ۲۳ اوت ۲۰۰۹ با حضور ۲٬۱۰۱ ورزشکار از ۲۰۲ کشور جهان انجام شده است.

## رشته‌های ورزشی
- ۱۰۰ متر
- ۲۰۰ متر
- ۴۰۰ متر
- ۸۰۰ متر
- ۱٬۵۰۰ متر
- ۵٬۰۰۰ متر
- ۱۰٬۰۰۰ متر
- ماراتون
- ۱۱۰ متر با مانع
- ۴۰۰ متر با مانع
- ۳٬۰۰۰ متر با مانع
- دو ۲۰ کیلومتر
- دو ۵۰ کیلومتر
- ۴x۱۰۰ متر امدادی
- ۴x۴۰۰ متر امدادی
- پرش ارتفاع
- پرش با نیزه
- پرش طول
- پرش سه‌گام
- پرتاب وزنه
- پرتاب دیسک
- پرتاب چکش
- پرتاب نیزه
- دهگانه

## مدال‌ها بر پایه کشور
| رتبه  | کشور                      | طلا | نقره | برنز | مجموع |
| ۱     | ایالات متحده آمریکا (USA) | ۱۰  | ۶    | ۶    | ۲۲    |
| ۲     | جامائیکا (JAM)            | ۷   | ۴    | ۲    | ۱۳    |
| ۳     | کنیا (KEN)                | ۴   | ۵    | ۲    | ۱۱    |
| ۴     | روسیه (RUS)               | ۴   | ۳    | ۶    | ۱۳    |
| ۵     | لهستان (POL)              | ۲   | ۴    | ۲    | ۸     |
| ۶     | آلمان (GER)               | ۲   | ۳    | ۴    | ۹     |
| ۷     | اتیوپی (ETH)              | ۲   | ۲    | ۴    | ۸     |
| ۸     | بریتانیای کبیر (GBR)      | ۲   | ۲    | ۲    | ۶     |
| ۹     | آفریقای جنوبی (RSA)       | ۲   | ۱    | ۰    | ۳     |
| ۱۰    | استرالیا (AUS)            | ۲   | ۰    | ۲    | ۴     |
| ۱۱    | بحرین (BHR)               | ۲   | ۰    | ۱    | ۳     |
| ۱۲    | کوبا (CUB)                | ۱   | ۴    | ۱    | ۶     |
| ۱۳    | چین (CHN)                 | ۱   | ۱    | ۲    | ۴     |
| ۱۴    | نروژ (NOR)                | ۱   | ۱    | ۰    | ۲     |
| ۱۵    | اسپانیا (ESP)             | ۱   | ۰    | ۱    | ۲     |
| ۱۶    | باربادوس (BAR)            | ۱   | ۰    | ۰    | ۱     |
| ۱۶    | کرواسی (CRO)              | ۱   | ۰    | ۰    | ۱     |
| ۱۶    | نیوزیلند (NZL)            | ۱   | ۰    | ۰    | ۱     |
| ۱۶    | اسلوونی (SLO)             | ۱   | ۰    | ۰    | ۱     |
| ۲۰    | فرانسه (FRA)              | ۰   | ۱    | ۲    | ۳     |
| ۲۰    | ترینیداد و توباگو (TRI)   | ۰   | ۱    | ۲    | ۳     |
| ۲۲    | باهاما (BAH)              | ۰   | ۱    | ۱    | ۲     |
| ۲۲    | ژاپن (JPN)                | ۰   | ۱    | ۱    | ۲     |
| ۲۴    | کانادا (CAN)              | ۰   | ۱    | ۰    | ۱     |
| ۲۴    | قبرس (CYP)                | ۰   | ۱    | ۰    | ۱     |
| ۲۴    | چک (CZE)                  | ۰   | ۱    | ۰    | ۱     |
| ۲۴    | اریتره (ERI)              | ۰   | ۱    | ۰    | ۱     |
| ۲۴    | ایرلند (IRL)              | ۰   | ۱    | ۰    | ۱     |
| ۲۴    | پاناما (PAN)              | ۰   | ۱    | ۰    | ۱     |
| ۲۴    | پرتغال (POR)              | ۰   | ۱    | ۰    | ۱     |
| ۲۴    | پورتوریکو (PUR)           | ۰   | ۱    | ۰    | ۱     |
| ۳۲    | استونی (EST)              | ۰   | ۰    | ۱    | ۱     |
| ۳۲    | مکزیک (MEX)               | ۰   | ۰    | ۱    | ۱     |
| ۳۲    | قطر (QAT)                 | ۰   | ۰    | ۱    | ۱     |
| ۳۲    | رومانی (ROM)              | ۰   | ۰    | ۱    | ۱     |
| ۳۲    | اسلواکی (SVK)             | ۰   | ۰    | ۱    | ۱     |
| ۳۲    | ترکیه (TUR)               | ۰   | ۰    | ۱    | ۱     |
| مجموع | مجموع                     | ۴۷  | ۴۸   | ۴۷   | ۱۴۲   |

منبع: